# Любстувек (Куявсько-Поморське воєводство)
Любстувек (пол. Lubstówek) — село в Польщі, у гміні Єзьора-Великі Моґіленського повіту Куявсько-Поморського воєводства.
Населення — 102 особи (2011).
У 1975-1998 роках село належало до Бидгощського воєводства.

## Демографія
Демографічна структура станом на 31 березня 2011 року:
|          | Загалом | Допрацездатний вік | Працездатний вік | Постпрацездатний вік |
| -------- | ------- | ------------------ | ---------------- | -------------------- |
| Чоловіки | 51      | 12                 | 37               | 2                    |
| Жінки    | 51      | 11                 | 26               | 14                   |
| Разом    | 102     | 23                 | 63               | 16                   |